# Úrvalsdeild (2016)
Úrvalsdeild 2016 – 105. edycja najwyższych w hierarchii rozgrywek ligowych piłki nożnej na Islandii. W rozgrywkach brało udział 12 drużyn, grając systemem kołowym. Tytułu mistrzowskiego broniła drużyna FH.

## Drużyny
| Uczestnicy poprzedniej edycji                                                                                 | Uczestnicy poprzedniej edycji | Uczestnicy poprzedniej edycji | Uczestnicy poprzedniej edycji |
| --- | ----------------------------- | ----------------------------- | ----------------------------- |
| FH | FH                            | 1                             |                               |
| BRE | Breiðablik                    | 2                             |                               |
| KRE | KR                            | 3                             |                               |
| STJ | Stjarnan                      | 4                             |                               |
| VAL | Valur                         | 5                             |                               |
| FJÖ | Fjölnir                       | 6                             |                               |
| ÍA | Akraness                      | 7                             |                               |
| FYL | Fylkir                        | 8                             |                               |
| VÍR | Víkingur Reykjavík            | 9                             |                               |
| ÍBV | ÍB Vestmannaeyja              | 10                            |                               |
| Awans z 1. deild 2015                                                                                         |                               |                               |                               |
| VÍO | Víkingur Ólafsvík             | 1                             |                               |
| ÞRR | Þróttur Reykjavík             | 2                             |                               |
| Oznaczenia: - kolumna pierwsza – skróty nazw drużyn, - kolumna trzecia – miejsce zajęte w poprzednim sezonie. |                               |                               |                               |

## Tabela
| Lp. | Drużyna               | M  | Z  | R | P  | Bramki | Bramki | Różn. | Pkt | Uwagi                                        |
| --- | --------------------- | -- | -- | - | -- | ------ | ------ | ----- | --- | -------------------------------------------- |
| 1   | FH (M)                | 22 | 12 | 7 | 3  | 32     | 17     | +15   | 43  | Liga Mistrzów UEFA • II runda kwalifikacyjna |
| 2   | Stjarnan              | 22 | 12 | 3 | 7  | 43     | 31     | +12   | 39  | Liga Europy UEFA • I runda kwalifikacyjna    |
| 3   | KR                    | 22 | 11 | 5 | 6  | 29     | 20     | +9    | 38  | Liga Europy UEFA • I runda kwalifikacyjna    |
| 4   | Fjölnir               | 22 | 11 | 4 | 7  | 42     | 25     | +17   | 37  |                                              |
| 5   | Valur                 | 22 | 10 | 5 | 7  | 41     | 28     | +13   | 35  | Liga Europy UEFA • I runda kwalifikacyjna1   |
| 6   | Breiðablik            | 22 | 10 | 5 | 7  | 27     | 20     | +7    | 35  |                                              |
| 7   | Víkingur Reykjavík    | 22 | 9  | 5 | 8  | 29     | 32     | −3    | 32  |                                              |
| 8   | Akraness              | 22 | 10 | 1 | 11 | 28     | 33     | −5    | 31  |                                              |
| 9   | ÍB Vestmannaeyja      | 22 | 6  | 5 | 11 | 23     | 27     | −4    | 23  |                                              |
| 10  | Víkingur Ólafsvík     | 22 | 5  | 6 | 11 | 23     | 38     | −15   | 21  |                                              |
| 11  | Fylkir (S)            | 22 | 4  | 7 | 11 | 25     | 40     | −15   | 19  | Spadek do 1. deild                           |
| 12  | Þróttur Reykjavík (S) | 22 | 3  | 5 | 14 | 19     | 50     | −31   | 14  | Spadek do 1. deild                           |

## Wyniki
| Gospodarz \ Gość   | BRE | FH  | FJÖ | FYL | ÍA  | ÍBV | KRE | STJ | VAL | VÍR | VÍO | ÞRR |
| Breiðablik         |     | 0:1 | 0:3 | 1:1 | 0:1 | 1:1 | 1:0 | 2:1 | 0:0 | 1:0 | 1:2 | 2:0 |
| FH                 | 1:1 |     | 2:0 | 1:0 | 2:1 | 1:1 | 0:1 | 3:2 | 1:1 | 2:2 | 1:1 | 2:0 |
| Fjölnir            | 0:3 | 0:1 |     | 1:1 | 4:0 | 2:0 | 3:1 | 0:1 | 2:2 | 2:1 | 5:1 | 2:0 |
| Fylkir             | 1:2 | 2:3 | 2:2 |     | 0:3 | 0:3 | 1:4 | 1:2 | 2:2 | 1:0 | 2:1 | 2:2 |
| Akraness           | 1:0 | 1:3 | 1:0 | 1:1 |     | 2:0 | 0:1 | 4:2 | 2:1 | 2:0 | 3:0 | 0:1 |
| ÍB Vestmannaeyja   | 0:2 | 1:1 | 0:2 | 1:2 | 4:0 |     | 1:0 | 1:2 | 4:0 | 0:3 | 1:1 | 1:1 |
| KR                 | 1:1 | 1:0 | 3:2 | 3:0 | 1:2 | 2:0 |     | 1:1 | 2:1 | 0:0 | 0:0 | 2:1 |
| Stjarnan           | 1:3 | 1:1 | 2:1 | 2:0 | 3:1 | 1:0 | 1:3 |     | 2:3 | 3:0 | 4:1 | 6:0 |
| Valur              | 0:3 | 0:1 | 1:2 | 2:0 | 1:0 | 2:1 | 2:0 | 2:0 |     | 7:0 | 3:1 | 4:1 |
| Víkingur Reykjavík | 3:1 | 1:0 | 1:2 | 2:2 | 3:2 | 2:1 | 1:0 | 1:2 | 2:2 |     | 2:0 | 2:0 |
| Víkingur Ólafsvík  | 0:2 | 0:2 | 2:2 | 1:0 | 3:0 | 0:1 | 0:1 | 2:3 | 2:1 | 1:1 |     | 3:2 |
| Þróttur Reykjavík  | 2:0 | 0:3 | 0:5 | 1:4 | 3:1 | 0:1 | 2:2 | 1:1 | 0:4 | 1:2 | 1:1 |     |

Źródło: Knattspyrnusamband Íslands (isl.)
Objaśnienia:
1Drużyna gospodarzy jest wymieniona po lewej stronie tabeli.
Kolory: zielony – zwycięstwo gospodarzy, żółty – remis, różowy – zwycięstwo gości.

## Najlepsi strzelcy
| Bramki | Strzelcy                  | Drużyna            |
| ------ | ------------------------- | ------------------ |
| 14     | Garðar Gunnlaugsson       | Akraness           |
| 13     | Kristinn Freyr Sigurðsson | Valur              |
| 9      | Martin Lund Pedersen      | Fjölnir            |
| 9      | Hrvoje Tokić              | Víkingur Ólafsvík  |
| 8      | Óskar Örn Hauksson        | KR                 |
| 7      | Atli Viðar Björnsson      | FH                 |
| 7      | Thórir Gudjónsson         | Fjölnir            |
| 7      | Hilmar Árni Halldórsson   | Stjarnan           |
| 7      | Albert Brynjar Ingason    | Fylkir             |
| 7      | Óttar Magnús Karlsson     | Víkingur Reykjavík |

• Źródło: Knattspyrnusamband Íslands (isl.)